# 692년

## 연호
- 무주(武周) 천수(天授) 3년 / 여의(如意) 원년 / 장수(長壽) 원년

## 기년
- 무주(武周) 측천황제(則天皇帝) 3년
- 신라(新羅) 신문왕(神文王) 12년 / 효소왕(孝昭王) 원년

## 사건
- 신라, 문장가 강수 세상을 떠남.
- 신라, 신문왕이 세상을 떠나고 효소왕이 왕의 자리에 오르다.

## 사망
- 8월 19일(음력 7월 2일) - 신라(新羅) 31대 왕 신문왕(神文王)
- 고구려(高句麗)의 문신(文臣) 연헌성(淵獻誠)